# 国际反贪局联合会
国际反贪局联合会（英語：International Association of Anti-Corruption Authorities），于2006年成立，是一个独立及非政治性的反贪组织。该组织的主要目标是促进2003年联合国大会通过的《联合国反腐败公约》的有效实施，协助世界反贪当局预防和打击贪污。至今已有超过160个来自世界各地的反贪机构加入组织。
2022年1月5日，香港廉政专员白韫六当选国际反贪局联合会主席。2023年9月1日，香港廉政专员胡英明接任主席。